# Lola B12/80
 (juin 2013).
Si vous disposez d'ouvrages ou d'articles de référence ou si vous connaissez des sites web de qualité traitant du thème abordé ici, merci de compléter l'article en donnant les références utiles à sa vérifiabilité et en les liant à la section « Notes et références ».
La Lola B12/80 est une voiture de course prototype de catégorie LMP2 construite par le constructeur britannique Lola Cars International et dont les principaux utilisateurs furent l'équipe Gulf Racing Middle East associée avec Nissan et Lotus LMP associée à Judd.